# نیو براکتن (آلاباما)
نیو براکتن (به انگلیسی: New Brockton) شهری در شهرستان کافی، آلاباما است که مساحت آن ۲۰٫۷۲ کیلومتر مربع است و در سرشماری سال ۲۰۱۰ میلادی، ۱٬۱۴۶ نفر جمعیت داشته و تراکم جمعیتی آن، ۵۵٫۳۱ نفر در هر کیلومتر مربع بوده است.